# Queen + Paul Rodgers
 (транскр.  Квин + Пол Роџерс) (понекад се назива и Q+PR или QPR) била је сарадња између активних чланова британског бенда Queen (Брајан Меј и Роџер Тејлор) и британског певача Пола Роџерса. Као и на свим осталим наступима групе Квин од 1997. године, дугогодишњи басиста Џон Дикон одбио је учешће у пројекту због одласка у пензију. Гитариста Меј је раније наступао са Роџерсом у неколико наврата, укључујући наступ у Royal Albert дворани.
Јасно је стављено до знања да Роџерс неће заменити фронтмена групе Квин, Фредија Меркјурија, који је умро новембра 1991. године, већ да ће бити представљен са активним члановима бенда. Три главна члана групе, Меј, Тејлор и Роџерс, на турнеји су допунили бивши клавијатуриста Квина на турнеји, Спајк Едни, ритам гитариста Џејми Мозес и бас гитариста Дени Миранда. Током своје каријере, бенд је завршио две светске турнеје, издао први студијски албум за Квин у скоро 15 година под називом The Cosmos Rocks и објавио два уживо албума и три уживо ДВД-а.
Роџерс је у мају 2009. објавио да је сарадња Квина и Пола Роџерса дошла до краја, рекавши да „никада није требало да буде трајни аранжман“. Он је, међутим, оставио отворену могућност за будућу сарадњу. Након ове сарадње уследила је још једна сарадња, овог пута са Адамом Ламбертом, под називом Queen + Adam Lambert.